# Каріна Якобсґор
Каріна Якобсґор (дан. Karina Jacobsgaard; нар. 1 січня 1980) — колишня данська тенісистка.
Найвищу одиночну позицію світового рейтингу — 432 місце досягла 27 травня 2002, парну — 463 місце — 20 травня 2002 року.
Здобула 3 одиночні та 1 парний титул туру ITF.

## Фінали ITF

### Одиночний розряд: 5 (3–2)
| Легенда          |
| ---------------- |
| Турніри $100,000 |
| Турніри $75,000  |
| Турніри $50,000  |
| Турніри $25,000  |
| Турніри $10,000  |

| Фінали за покриттям |
| ------------------- |
| Тверде (0–1)        |
| Ґрунт (3–1)         |
| Трава (0–0)         |
| Килим (0–0)         |

| Результат | Ранг | Дата            | Турнір                | Покриття   | Суперниця        | Рахунок            |
| --------- | ---- | --------------- | --------------------- | ---------- | ---------------- | ------------------ |
| Поразка   | 1    | 3 вересня 2001  | ITF К'єті, Італія     | Ґрунт      | Зузана Земенова  | 6–2, 6–7(2–7), 2–6 |
| Перемога  | 2    | 24 вересня 2001 | ITF Касторія, Греція  | Ґрунт      | Марія Павліду    | 6–1, 6–1           |
| Поразка   | 3    | 21 січня 2002   | ITF Бостад, Швеція    | Тверде (i) | Естер Мольнар    | 7–6(7–5), 4–6, 0–6 |
| Перемога  | 4    | 1 вересня 2003  | ITF Ben Aknoun, Алжир | Ґрунт      | Jennifer Schmidt | 6–4, 3–6, 6–2      |
| Перемога  | 5    | 4 липня 2005    | ITF Ле-Туке, Франція  | Ґрунт      | Діана Брунель    | 6–0, 6–0           |

### Парний розряд: 6 (1–5)
| Легенда          |
| ---------------- |
| Турніри $100,000 |
| Турніри $75,000  |
| Турніри $50,000  |
| Турніри $25,000  |
| Турніри $10,000  |

| Фінали за покриттям |
| ------------------- |
| Тверде (1–0)        |
| Ґрунт (0–5)         |
| Трава (0–0)         |
| Килим (0–0)         |

| Результат | Ранг | Дата             | Турнір                  | Покриття | Партнерка        | Суперниці                                       | Рахунок       |
| --------- | ---- | ---------------- | ----------------------- | -------- | ---------------- | ----------------------------------------------- | ------------- |
| Поразка   | 1    | 28 січня 2002    | ITF Майорка, Іспанія    | Ґрунт    | Irena Nossenko   | Jennifer Schmidt Марія Вольфбрандт              | 6–7(3–7), 5–7 |
| Поразка   | 2    | 1 вересня 2003   | ITF Ben Aknoun, Алжир   | Ґрунт    | Іна Сарц         | Барбара Поца Petra Teller                       | 6–3, 4–6, 4–6 |
| Перемога  | 3    | 30 серпня 2004   | ITF Мольєрусса, Іспанія | Тверде   | Емілі Труш       | Сабіне Лісіцкі Nelly Maillard                   | w/o           |
| Поразка   | 4    | 1 листопада 2004 | ITF Майорка, Іспанія    | Ґрунт    | Ганне Скак Єнсен | Естрелья Кабеса Кандела Адріана Гонсалес-Пеньяс | 3–6, 3–6      |
| Поразка   | 4.   | 8 листопада 2004 | ITF Майорка, Іспанія    | Ґрунт    | Ганне Скак Єнсен | Alja Zec Peškirič Маша Зец-Пешкірич             | 0–6, 6–2, 3–6 |
| Поразка   | 5.   | 10 липня 2006    | ITF Біркеред, Данія     | Ґрунт    | Ганне Скак Єнсен | Julia Paetow Анне Шефер                         | 5–7, 1–6      |